# Bromuro di rame(I)
Il bromuro di rame(I) è il composto inorganico con formula CuBr. Nella nomenclatura tradizionale è chiamato bromuro rameoso. Puro si presenta come solido bianco, ma è spesso verde per la presenza di impurezze di rame(II). È un solido diamagnetico con una struttura polimerica simile a quella del solfuro di zinco. Disponibile in commercio, viene usato come catalizzatore nella sintesi di composti organici.

## Struttura
CuBr è un solido diamagnetico, dato che la configurazione elettronica del rame(I) è d10, senza elettroni spaiati. CuBr ha una struttura solida polimerica, con varie modificazioni a seconda della temperatura. Al di sotto di 391 °C è presente la forma γ-CuBr con una struttura cristallina simile a quella del solfuro di zinco, con unità tetraedriche CuBr4 dove ogni atomo di bromo è legato a ponte con un atomo di rame adiacente. La distanza Cu–Br risulta di 246 pm. Tra 391 °C e 470 °C si ha la forma ß-CuBr simile alla wurtzite. Sopra 470 °C si ha la forma α-CuBr, con struttura cubica.

## Sintesi
CuBr si può preparare in vari modi. Ad esempio per reazione del rame elementare con acqua di bromo:
2Cu + 2H+ + 2Br– → 2CuBr + H2
In alternativa si può ridurre il bromuro rameico con solfito:
2CuBr2  +  H2O  +  SO32–  →  2CuBr  +  SO42–  +  2HBr
Un terzo metodo è la reazione del solfato di rame pentaidrato con bromuro di potassio e diossido di zolfo:
2CuSO4 • 5H2O + 2KBr + SO2 + 2H2O  → 2CuBr + 2H2SO4 + K2SO4

## Reattività

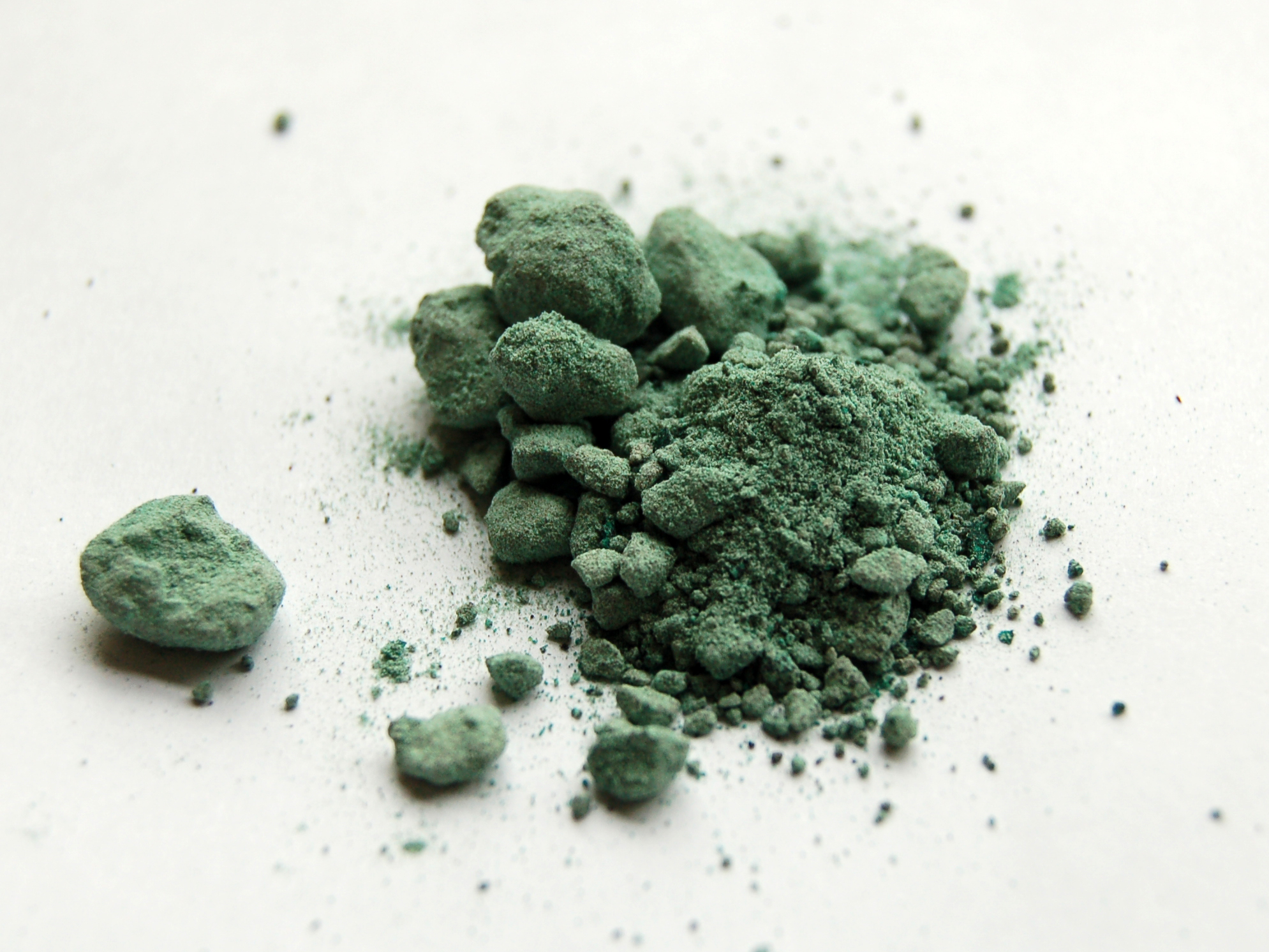
Campione di CuBr parzialmente ossidato

Il bromuro di rame(I) puro è un solido bianco, anche se spesso campioni di CuBr sono più o meno colorati di verde (vedi figura) per la presenza di impurezze di rame(II) che si formano facilmente per ossidazione all'aria.
CuBr è insolubile nella maggior parte dei solventi a causa della sua struttura polimerica. È però solubile in acidi alogenidrici, acido nitrico e ammoniaca.
Per trattamento con basi di Lewis CuBr forma addotti molecolari. Ad esempio con dimetil solfuro si forma un complesso incolore, dove il rame ha coordinazione due, con geometria lineare.
CuBr  +  S(CH3)2  →  CuBr[S(CH3)2]

## Usi
CuBr è usato come catalizzatore nella reazione di Sandmeyer per convertire sali di diazonio nei corrispondenti bromuri arilici:
ArN2+  +  CuBr  →  ArBr  +  N2  +  Cu+
Alla stessa maniera CuCl e CuCN vengono utilizzati per ottenere cloruri e cianuri arilici, nelle analoghe reazioni di Sandmeyer.
Il complesso CuBr[S(CH3)2] menzionato in precedenza è usato per preparare composti organo-rame.

## Tossicità / Indicazioni di sicurezza
CuBr è disponibile in commercio. Il composto è irritante per gli occhi, le vie respiratorie e la pelle. Non ci sono evidenze di effetti cancerogeni.